# Wirsberg
Wirsberg est une commune de Bavière (Allemagne), située dans l'arrondissement de Kulmbach, dans le district de Haute-Franconie.
Cette station climatique se trouve à 20 km au nord de Bayreuth.

## Histoire
Le village de Wirsberg est mentionné pour la première fois à la fin du XIIIe siècle. Les ruines du château fort de Wirsberg se dressent au sommet d'un massif calcaire au centre du village. Cette terre a donné son épithète aux chevaliers Rabensteiner von Wirsberg. Cet ancien bailliage du burgraviat de Bayreuth, devenu prussien en 1792, échut à la France au terme de la paix de Tilsit (1807), laquelle l'attribua en 1810 au royaume de Bavière. La commune a pris ses frontières actuelles avec la réforme territoriale de 1818 en Bavière.